# Searsport (hrabstwo Waldo)
Searsport – jednostka osadnicza w Stanach Zjednoczonych, w stanie Maine, w hrabstwie Waldo.